# Iwan Smorodinow
Iwan Wasiljewicz Smorodinow, ros. Иван Васильевич Смородинов (ur. 19 sierpnia?/31 sierpnia 1894 we wsi Mataki w Tatarstanie, zm. 8 listopada 1953 w Moskwie) – radziecki dowódca wojskowy, generał pułkownik, zastępca szefa Sztabu Generalnego Armii Czerwonej (1938-1939).

## Życiorys
W 1909 skończył szkołę gospodarstwa wiejskiego, w I 1915 wcielony do carskiej armii, od V 1915 na froncie północnym jako żołnierz 1 Kaukaskiej Dywizji Piechoty. Za waleczność i odwagę został awansowany na feldfebla. 
Po rewolucji lutowej został członkiem komitetu pułkowego i związał się z bolszewikami. Jesienią 1917 został p.o. szefa sztabu 184 Dywizji Piechoty, w 1918 wstąpił do Armii Czerwonej i IX 1918 został oficerem przy dowództwie Prawobrzeżnej Grupy Wojsk, wkrótce potem p.o. szefem sztabu Samodzielnej Symbirskiej Brygady. Od marca 1919 zastępca szefa oddziału operacyjnego sztabu 5 Armii, wkrótceszef tego oddziału (do lutego 1920). II-VI 1920 szef sztabu 35 Dywizji Strzeleckiej. 23 VI - 4 IX 1920 tymczasowy szef sztabu 5 Armii, od jesieni 1921 szef sztabu wydziału mobilizacji Wschodniosyberyjskiego Okręgu Wojskowego, członek Rady Miejskiej w Irkucku, od IX 1922 szef sztabu Ludowej Armii Rewolucyjnej i floty Republiki Dalekowschodniej, wkrótce został szefem sztabu 5 Armii. W 1924 skończył wyższe kursy wojskowo-akademickie dla wyższego dowództwa Armii Czerwonej, a w 1928 wyższe kursy dla wyższego dowództwa przy Akademii Wojskowej im. Frunzego w Moskwie. Od jesieni 1929 szef sztabu 3 Korpusu Strzeleckiego, 1930-1931 zastępca szefa II Wydziału Sztabu Armii Czerwonej, w lutym 1931 powrócił na poprzednie stanowisko, ale w grudniu 1931 ponownie został szefem II Wydziału SG RKKA. 1933-1935 zastępca szefa Wydziału Administracyjnego Wojskowej Rady Rewolucyjnej ZSRR, 1935-1936 szef, a 1936-1937 zastępca szefa Wydziału Administracji Ludowego Komisariatu Obrony. XI 1937 - V 1938 szef sztabu Charkowskiego Okręgu Wojskowego, V-X 1938 - Kijowskiego Okręgu Wojskowego, X 1938 - XII 1939 zastępca szefa Sztabu Generalnego Armii Czerwonej, 9 II 1939 mianowany komkorem. XII 1939 - I 1941 szef sztabu 7 Armii, na tym stanowisku brał udział w agresji ZSRR na Finlandię. W 1939 wstąpił do WKP(b), VI 1940 mianowany generałem porucznikiem, a X 1941 generałem pułkownikiem. I 1941 - VI 1943 szef sztabu Frontu Dalekowschodniego, od IX 1943 szef Głównego Wydziału Sztabu Generalnego Sił Zbrojnych ZSRR, V 1953 przeszedł na emeryturę z powodu złego stanu zdrowia. Pochowany na Cmentarzu Nowodziewiczym.

## Odznaczenia
- Order Lenina (dwukrotnie)
- Order Czerwonego Sztandaru (trzykrotnie)
- Order Suworowa I klasy
- Order Kutuzowa I klasy
- Medal jubileuszowy „XX lat Robotniczo-Chłopskiej Armii Czerwonej”
- Medal „Za zwycięstwo nad Niemcami w Wielkiej Wojnie Ojczyźnianej 1941–1945”
- Order Krzyża Grunwaldu II klasy (Polska)
- Order "Zasługi Narodu" (Jugosławia)

I medale.